# Річард Голбрук
Річард Голбрук (англ. Richard Holbrooke, * 24 квітня 1941, Нью-Йорк — † 13 грудня 2010, Вашингтон) — американський дипломат.

## Біографія
Народився в єврейській родині. 1962 року закінчив Браунський університет, історичний факультет.
З 1962 року займався розподіленням гуманітарної допомоги в рамках програми агентства США з міжнародного розвитку у В'єтнамі. В період 1962—1966 років — співробітник посольства США в Сайгоні. 1966 став членом спеціальної групи радників Президента Ліндона Джонсона з питань війни у В'єтнамі. З 1967 — спеціальний помічник заступника Держсекретаря США. У 1969 займався дослідженнями в Школі Вільсона Принстонського університету.
1970 року став директором марокканського відділення Корпусу миру. З 1972 — керуючий директор малотиражного впливового журналу Foreign Policy, де співробітничав із відомим політологом Збігнєв Бжезинським. З 1974 по 1975 — консультант президентської комісії з питань зовнішньої політики США. З 1976 — радник координатор з питань міжнародних відносин в президентській кампанії Джиммі Картера. З 1977 — помічник Держсекретаря США Сайруса Венса зі східноазійських та тихоокеанських справ.
1981 року призначений віце-президентом консалтингової фірми Public Strategies, головний радник в корпорації Lehman Brothers. З 1985 по 1993 — керуючий директор Lehman Brothers.
З 1993 по 1994 — Надзвичайний і Повноважний Посол США в Німеччині. З 1994 по 1996 — заступник Держсекретаря США у справах Канади та Європи. З 1996 по 1997 — віце-голова банку Credit Suisse First Boston. З 1997 по 1999 — спеціальний представник США по Кіпру. З 1998 по 1999 — спеціальний представник США на Балканах. Особисто передав Слободану Милошевичу ультиматум НАТО перед початком бомбардування Югославії. Він відіграв ключову роль у посередництві підписання у Дайтонської мирної угоди, яка поклала край Боснійській війні.
З 1999 по 2001 — Постійний представник США при ООН.
З 2001 по 2009 — віце-президент інвестиційного фонду Perseus LLC. З 2009 по 2010 — спеціальний представник США в Афганістані та Пакистані.
Помер 13 грудня 2010 після операції на серці у віці 69 років.